# Station Neussargues
Station Neussargues is een spoorwegstation in de Franse gemeente Neussargues-Moissac op de lijnen Béziers - Neussargues (km 708,561), Figeac - Arvant (km 359,737) en de buiten gebruik gestelde lijn Bort-les-Orgues - Neussargues (km 525,984).
Het station ligt op 808 m hoogte. Het werd opgericht in 1866 door de Compagnie du Grand Central, later overgenomen door de Compagnie du Paris-Orléans.
Sinds de afschaffing van de lijn naar Bort-les-Orgues in 1994, en de nachttreinen Parijs-Béziers en Parijs-Millau in 2003, wordt het station enkel nog bediend door de Aubrac, een Corail-trein Clermont-Ferrand-Béziers en door de TER Auvergne.
Merkwaardig is dat het perron dat direct aansluit aan het staionsgebouw geen sporen heeft.

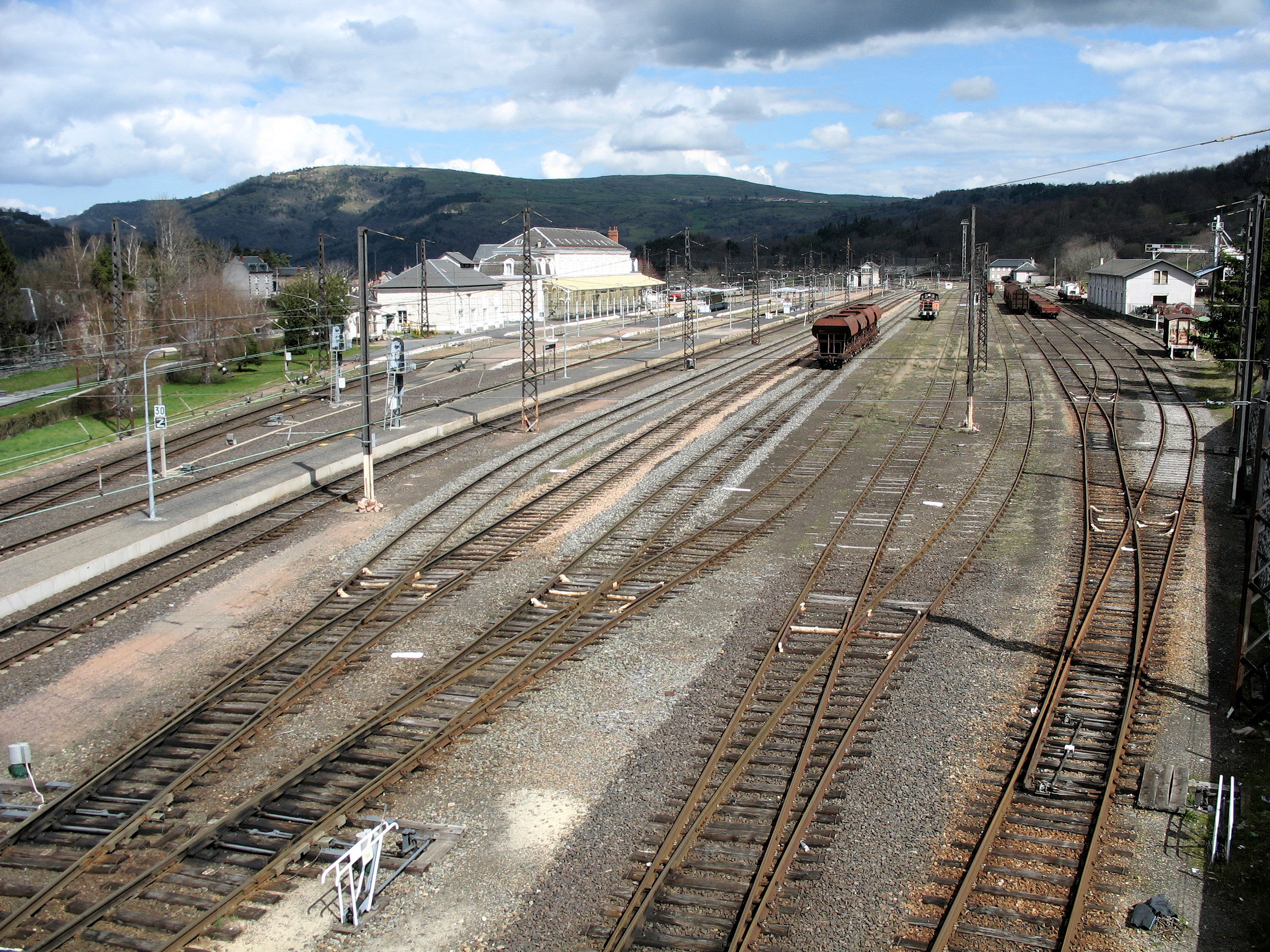
Overzicht station